# Västerlanda landskommun
Västerlanda landskommun var en tidigare kommun i dåvarande Göteborgs och Bohus län.

## Administrativ historik
Kommunen inrättades i Västerlanda socken i Inlands Torpe härad i Bohuslän när 1862 års kommunalförordningar trädde i kraft den 1 januari 1863.
Vid kommunreformen 1952 gick den upp i storkommunen Inlands Torpe landskommun som 1971 uppgick i Lilla Edets kommun.

## Politik

### Mandatfördelning i Västerlanda landskommun 1938–1946
| 12 | 4 | 1 | 3 |

| 17 | 3 |

| 12 | 3 | 5 |

| 17 | 3 |

| 11 | 2 | 7 |

| 16 | 4 |